# Alsószölnök
Alsószölnök è un comune dell'Ungheria di 378 abitanti (dati 2001). È situato nella contea di Vas.